# Bleu de Chanel
Bleu de Chanel — одеколон для чоловіків, виготовлений французькою компанією Chanel. Був створений парфумером Жаком Польже і надійшов у продаж в 2010 році.
В рекламі парфумів використовувалася рекламна технологія Брендований контент В рекламі Bleu de Chanel знявся відомий французький актор Гаспар Ульєль, режисером відео був оскароносний Мартін Скорсезе.